# بوسيلشاوسين
بوسيلشاوسين (بالفرنسية: Bosselshausen)‏ هي بلدية فرنسية تقع في إقليم الراين الأسفل من منطقة ألزاس في شمال شرق فرنسا. تبلغ مساحة هذه المدينة 3.27 (كم²)، يبلغ عدد سكانها 177 نسمة حسب إحصاء المعهد الوطني للإحصاء والدراسات الاقتصادية سنة 2009 م. وترأس Laurence Jost البلدية خلال فترة (2007-2008).

## وصلات خارجية
- صفحة البلدية على موقع المعهد الوطني للإحصاء والدراسات الاقتصادية